# Do You Want to Know a Secret
Do You Want to Know a Secret (englisch für: Willst du ein Geheimnis erfahren) ist ein Lied der britischen Band The Beatles aus dem Jahr 1963. Es erschien auf ihrem Debütalbum Please Please Me. Komponiert wurde das Lied von John Lennon, es steht jedoch unter dem bei den Beatles üblichen Copyright Lennon/McCartney.

## Hintergrund
John Lennon ließ sich für Do You Want to Know a Secret von dem Lied Wishing Well aus dem Disneyfilm Schneewittchen und die sieben Zwerge aus dem Jahr 1937 inspirieren. Seine Mutter hatte ihm das Lied in seiner Kindheit oft vorgesungen.
In dem Disney-Film singt Schneewittchen “Wanna know a secret? / Promise not to tell? / We are standing by a wishing well”, während sie in der Küche arbeitet und zu den Tauben spricht. Lennons Text beginnt mit den Zeilen „Do you want to know a secret? / You'll never know how much I really love you, / you'll never know how much I really care.“ (Möchtest du ein Geheimnis wissen? / Du wirst nie erfahren, wie sehr ich dich wirklich liebe, / du wirst nie erfahren, wie viel es mir bedeutet).
John Lennon sagte 1980 dazu: „Sie (seine Mutter) hat diese kleine Melodie gesungen, als ich noch ein oder zwei Jahre alt war […] Ja, sie lebte damals noch bei mir […] Die Melodie stammt aus dem Disney-Film – ‚Möchten Sie ein Geheimnis wissen? Versprechen, es nicht zu erzählen. Du stehst an einem Wunschbrunnen.‘ Also hatte ich so etwas in meinem Kopf und ich schrieb es und gab es George einfach zum Singen. Ich dachte, es wäre ein gutes Vehikel für ihn, weil es nur drei Töne hatte und er nicht der beste Sänger der Welt war. Seitdem hat er sich sehr verbessert, aber damals waren seine Gesangsfähigkeiten sehr schlecht, weil (a) er nicht die Gelegenheit hatte und (b) er sich mehr auf die Gitarre konzentrierte. Also schrieb ich das – nicht für ihn, als ich es schrieb, aber als ich es geschrieben hatte, dachte ich, er könnte es machen.“
Gesungen wurde das Lied dann von George Harrison, der aber im Nachhinein mit seiner Gesangsleistung unzufrieden war.
Das Lied wurde später Billy J. Kramer & the Dakotas gegeben, einer weiteren Gruppe, die von Brian Epstein gemanagt wurde.

## Aufnahme
Eine erste Demoaufnahme fertigte John Lennon in Hamburg auf der Toilette eines Nachtclubs an. Die Wahl fiel auf diesen Ort, da es nur dort leise genug für die Aufnahme war. Am Ende der Aufnahme zog Lennon die Spülung. Diese Aufnahme ist nicht erhalten geblieben.
Do You Want to Know a Secret war eines der zehn Lieder, welche die Beatles am 11. Februar 1963 in den Londoner Abbey Road Studios für ihr Debütalbum Please Please Me aufnahmen. Produzent war George Martin, dem Norman Smith assistierte. Begleitinstrumente und Gesang wurden live in sechs Takes auf ein Zwei-Spur-Tonband aufgenommen. Im Anschluss wurde im Overdub-Verfahren Backgroundgesang hinzugefügt.
Den 25. Februar 1963 verbrachte George Martin damit die Aufnahmen in Mono und Stereo abzumischen.

## Coverversionen
Es wurden über 90 Coverversionen von Do You Want to Know a Secret veröffentlicht.
Am 26. April 1963 veröffentlichten Billy J. Kramer & the Dakotas eine Coverversion von Do You Want to Know a Secret mit der B-Seite I’ll Be on My Way, einer weiteren Lennon/McCartney-Komposition, die in Großbritannien Platz zwei der Charts erreichte. Die Aufnahme erfolgte am 14. März 1963 in den Abbey Road Studios unter der Produktionsleitung von George Martin.
Weitere Coverversionen erschienen von Stars on 45 und Alvin and the Chipmunks.

## Veröffentlichungen
- Am 22. März 1963 erschien Do You Want to Know a Secret auf dem ersten Beatles-Album Please Please Me. Eine Single wurde in Großbritannien nicht veröffentlicht. In Deutschland wurde das Album unter dem Titel Die Beatles (Die zentrale Tanzschaffe der weltberühmten Vier aus Liverpool) am 6. Februar 1964 veröffentlicht.
- Am 12. Juli 1963 erschien Do You Want to Know a Secret auf der EP Twist and Shout, die in Großbritannien Platz 4 der Charts erreichte.
- In den USA wurde Do You Want to Know a Secret auf dem dortigen Debütalbum Introducing… The Beatles von Vee-Jay Records am 10. Januar 1964 veröffentlicht.
- Am 23. März 1964 erschien die Single Do You Want to Know a Secret / Thank You Girl in den USA von Vee-Jay Records.[9] und erreichte dort Platz zwei der Billboard Hot 100.[10]
- Am 8. April 1964 erschien in Deutschland die Single Do You Want to Know a Secret / Little Child, die Platz 34 in deutschen Charts erreichte.
- Für BBC Radio nahmen die Beatles unter Live-Bedingungen sechs weitere Fassungen von Do You Want to Know a Secret auf, von denen eine Aufnahme im Studio Two, Aeolian Hall, London vom 10. Juli 1963 auf dem Album On Air – Live at the BBC Volume 2  am 8. November 2013 erschien.[11]
- Am 17. Dezember 2013 erschien das Album The Beatles Bootleg Recordings 1963, auf dem sich die Studioversion Take 7 von Do You Want to Know a Secret befindet. Weiterhin befinden sich auf dem Album zwei weitere BBC-Aufnahmen von Do You Want to Know a Secret. Die erste stammt vom 21. Mai 1963, die zweite vom 6. März 1963; beide wurden im BBC Playhouse Theatre, London eingespielt.

## Auszeichnungen für Musikverkäufe
| Land/Region               | Auszeichnungen für Musikverkäufe (Land/Region, Auszeichnung, Verkäufe) | Verkäufe  |
| ------------------------- | ---------------------------------------------------------------------- | --------- |
| Vereinigte Staaten (RIAA) | Gold                                                                   | 1.000.000 |
| Insgesamt                 | 1× Gold ·                                                              | 1.000.000 |